# Foszforeszkálás

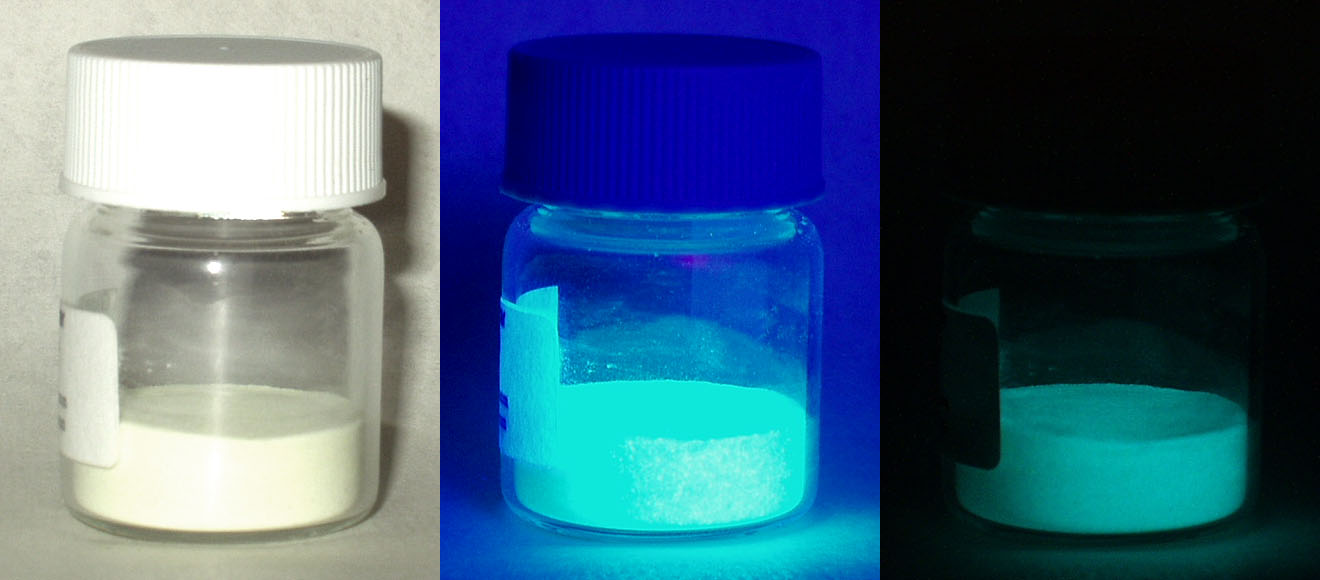
Foszforeszkáló por: látható fényben, UV fényben és teljes sötétségben.

A foszforeszkálás a lumineszcencia és ezen belül a fotolumineszcencia egy speciális fajtája. Szemben a fluoreszkálással, a foszforeszkáló anyag nem azonnal sugározza ki azt a sugárzást, amelyet korábban abszorbeált. Ez a jelenség kapcsolatban van a kvantummechanika ismert „tiltott” energiaállapot átmeneteivel. Mivel ez az átmenet bizonyos anyagoknál igen lassan megy végbe, az abszorbeált sugárzás újra kisugárzása később (msec - órák múltán) alacsonyabb intenzitással történik az eredeti gerjesztéshez képest.
A foszforeszkáló anyagok tanulmányozása vezetett el 1896-ban a radioaktivitás felfedezéséhez.

## Kvantummechanikai magyarázat
A legtöbb fotolumineszcens esemény, ahol egy kémiai anyag abszorbeálja, majd újra kibocsátja a fény fotonjait, igen gyors folyamat, 10 nanoszekundumos (ns) nagyságrendű.
A fény abban az esetben abszorbeálódik és emittálódik ilyen gyorsan, ha a foton energiája illeszkedik a rendelkezésre álló energiaállapotokhoz és megengedett átmenetekhez.
A foszforeszkálás speciális esetében, az abszorbeált foton egy szokatlan spinváltó átmenet (angolul intersystem crossing) révén magasabb spinmultiplicitású energiaállapotba, rendszerint triplett állapotba kerül.
Ennek eredményeként az energia a triplett állapotban csapdába kerül, ahonnan csak egy klasszikusan „tiltott” átmenettel kerülhet alacsonyabb energiaállapotba. Annak ellenére, hogy ezek „tiltott” átmenetek, mégis előfordulnak a kvantummechanikában, azonban kinetikailag nem kedvezményezettek, ezért a folyamat lényegesen lassabban zajlik le.
A legtöbb foszforeszkáló anyag még mindig elég gyors fénykibocsátó, a milliszekundumos (ms) triplett élettartammal. Vannak viszont anyagok, melyeknél a triplett élettartam percek vagy órákban mérhető, ami azt jelenti, hogy ezek az anyagok a fényenergiát lassan lebomló gerjesztett elektronállapotban tárolják.
Ha a foszforeszkáló anyag kvantumhatásfoka magas, akkor ezek az anyagok jelentős mennyiségű fényt képesek kibocsátani hosszú időn keresztül, ezeket hívják „sötétben világító” anyagoknak.

## Egyenlet
{\displaystyle S_{0}+h\nu \to S_{1}\to T_{1}\to S_{0}+h\nu ^{\prime }\ }

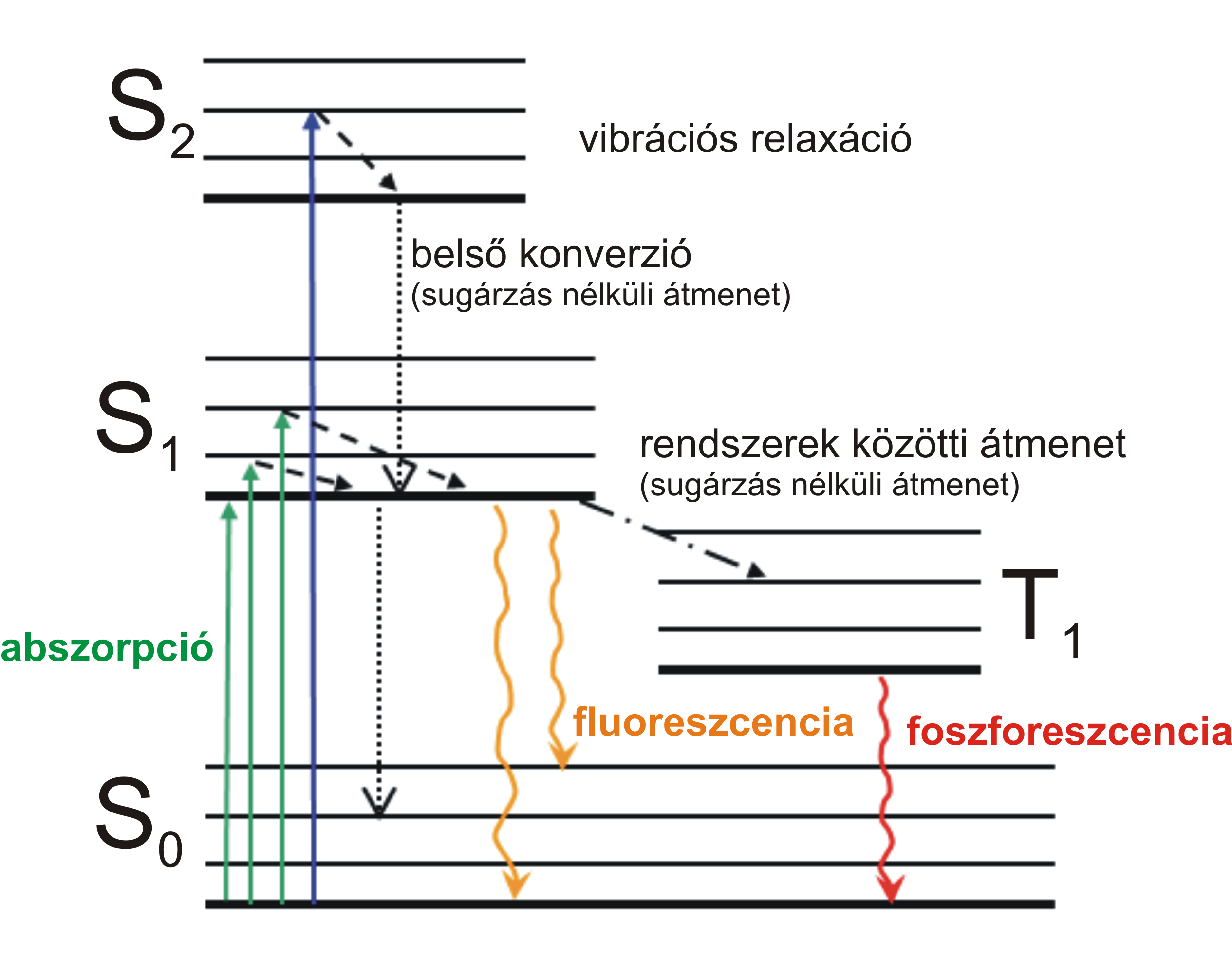
Jablonski-diagram

Ahol S a szingulett állapot és T a triplett állapot, melyek indexei az állapotra utalnak (0 jelzi az alapállapotot, 1 jelzi a gerjesztett állapotot).

## Összetévesztés a kemilumineszcenciával
Néhány „sötétben világító” anyag nem a foszforeszkálás miatt világít.
Például a közismert világító rudak, amelyek a kemilumineszcencia (vagy kemolumineszcencia) folyamata miatt világítanak. A kemi-lumineszcenciát és a foszforeszkálás jelenségét általában összetévesztik. A kemilumineszcencia esetében a gerjesztett állapotot egy kémiai folyamat okozza. A fénykibocsátás a kémiai reakció által kiváltott kémia-kinetikai folyamat eredménye. A gerjesztett állapot egy „festék” molekulába alakul át, melyet szintetizernek vagy fluorofórnak is ismernek, és ezt követően fluoreszkál vissza az alapállapotba.

## Közös komponensek foszforeszkáló anyagokban
Foszforeszkáló anyagok közös színezőanyag-alkotója a cink-szulfid és a stroncium-aluminát.
Biztonsági eszközöknél a cink-szulfid használata már az 1930-as évektől ismert.
A stroncium-aluminát lumineszkáló képessége közel tízszer erősebb, mint a cink-szulfidé. Stroncium-oxid-aluminát alapú színezőanyagot használnak a kijárati feliratoknál, útvonal figyelmeztetőknél és más biztonsági jelek esetében.

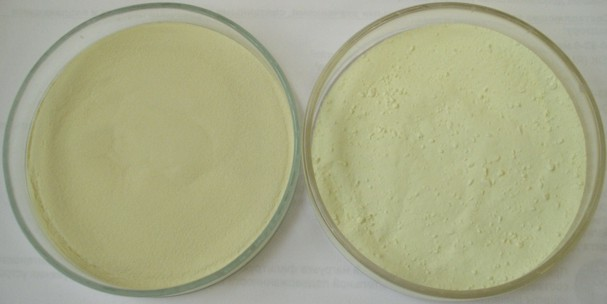
ZnS és -aluminát összehasonlítása.

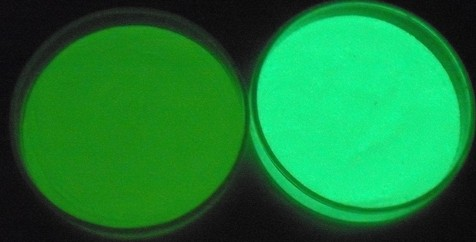
Sötétben.

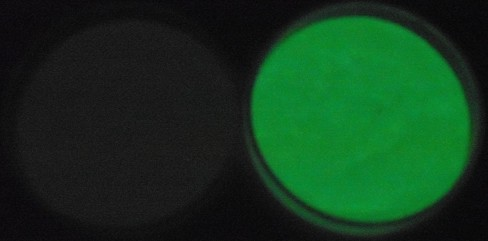
Sötétben 4 perc múlva.